# Зигін Олексій Іванович
Олексі́й Іва́нович Зи́гін (нар. 11 квітня 1896 — 27 вересня 1943) — радянський військовослужбовець часів Другої світової війни, генерал-лейтенант (1943).

## Життєпис
Народився 11 квітня 1896 року в слободі Велика Мартинівка (нині — Ростовська область Росії). В 1915 році був призваний до російської імператорської армії. Учасник Першої світової війни, командував ротою на Кавказькому фронті, прапорщик.
До лав РСЧА вступив у 1918 році. Член ВКП(б) з 1919 року. Учасник громадянської війни в Росії. Брав участь у боях на Південно-Східному, Південному, Південно-Західному і Кавказькому фронтах командиром загону, полку, помічником інспектора піхоти 10-ї армії, начальником штабу і командиром бригади, помічником начальника штабу 1-го кінного корпусу й начальником відділу штабу 2-ї кінної армії.
1928 року закінчив КУКС «Постріл». У міжвоєнний період обіймав посади окружного військового комісара і коменданта міста Ростов-на-Дону, командира стрілецького полку, коменданта Благовіщенського укріпленого району, начальника Слуцьких піхотних курсів удосконалення командного складу. У 1938 році був заарештований і звільнений з лав РСЧА, але в 1939 році був відновлений на військовій службі в РСЧА.

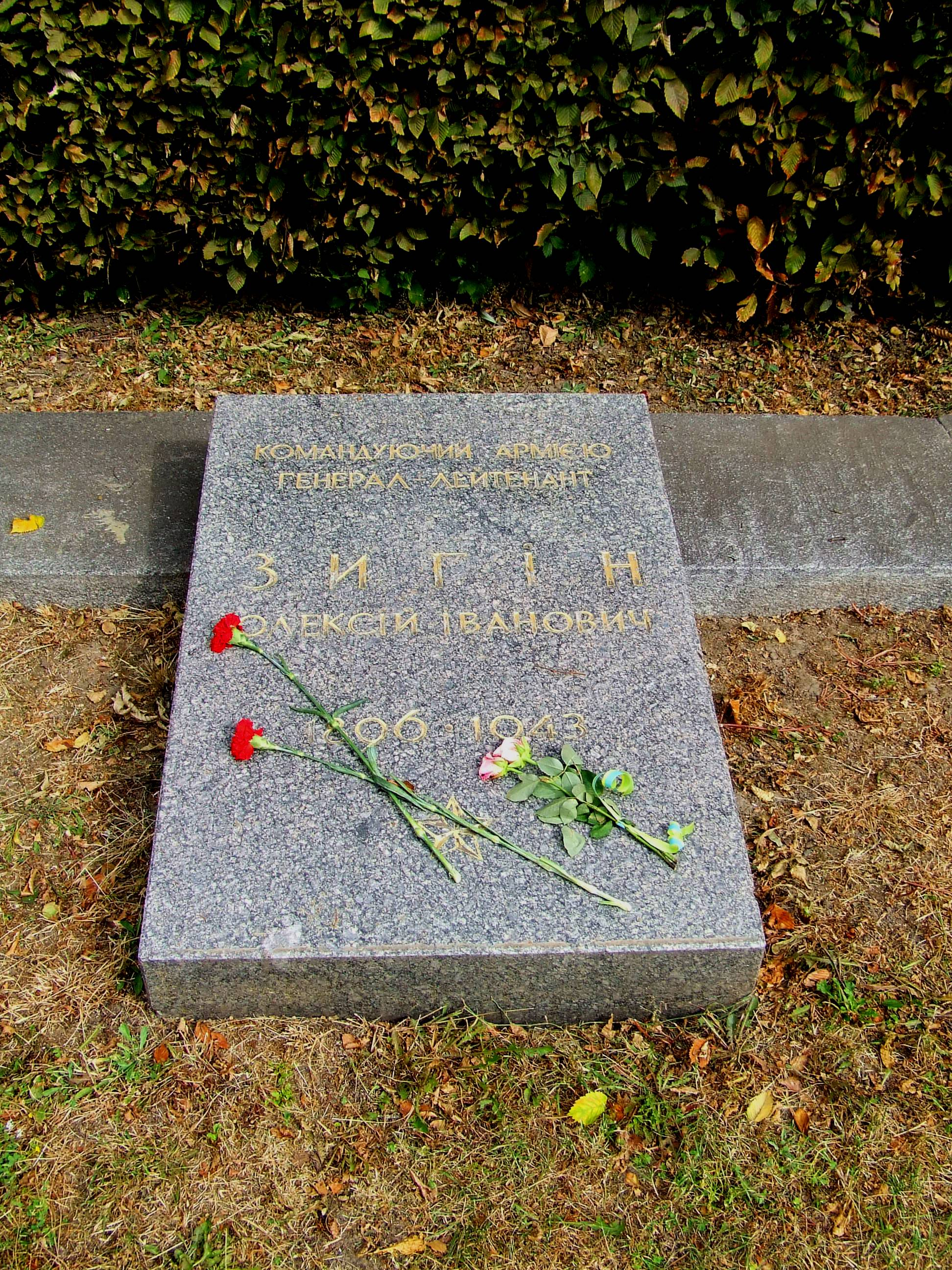
Могила Олексія Зигіна у Полтаві

Початок німецько-радянської війни комбриг О. І. Зигін зустрів на посаді командира 174-ї стрілецької дивізії 22-ї армії Західного фронту. Дивізія відзначилась при обороні м. Полоцька (Білорусь). У липні 1941 року біля озера Ордово з успіхом прорвав оборону супротивника й вивів дивізію з оточення, за що був нагороджений орденом Леніна. Згодом командував 186-ю і 158-ю стрілецькими дивізіями, 58-ю, 39-ю та 4-ю гвардійською арміями. 
Загинув 27 вересня 1943 року в результаті підриву на міні поблизу села Кирияківка Глобинського району Полтавської області. Був похований у Петровському парку в місті Полтаві, у 1969 році останки перенесено до меморіального комплексу Солдатської Слави.

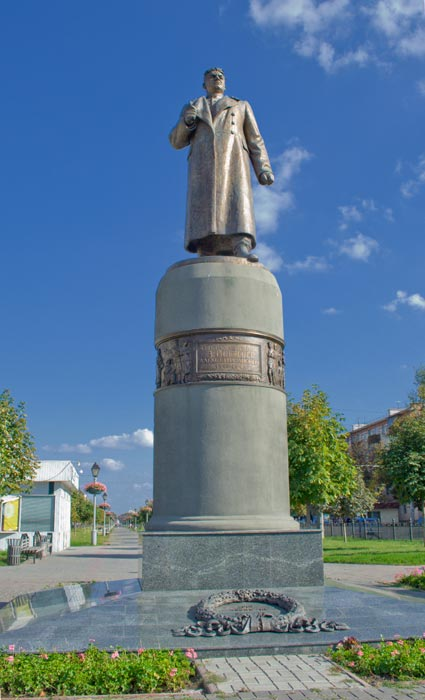
Пам'ятник в Полтаві. Демонтовано 4 серпня 2023 року

## Нагороди
Був нагороджений орденом Леніна (31.08.1941), двома орденами Червоного Прапора, орденами Кутузова 1-го ступеня (09.04.1943), Вітчизняної війни 1-го ступеня (22.09.1943), Червоної Зірки, медалями.

## Пам'ять
На місці загибелі споруджено обеліск. У 1957 році в м. Полтаві було встановлено пам'ятник Олексію Зигіну, який 4 серпня 2023 року було демонтовано.
У Полтаві в 2023 році площа Зигіна перейменована на площу Київську (зупинку також перейменували на площу Київську), а вулицю Зигіна перейменували на вулицю Капітана Володимира Кісельова.
Також ім'ям генерала Олексія Зигіна названо одну з вулиць м. Полоцька (Білорусь).